# Cladocarpoides yucatanicus
Cladocarpoides yucatanicus is een hydroïdpoliep uit de familie Aglaopheniidae. De poliep komt uit het geslacht Cladocarpoides. Cladocarpoides yucatanicus werd in 1984 voor het eerst wetenschappelijk beschreven door Bogle. 